# Mihail Rogoza
Mihail Rogoza (în rusă Михаил Рогоза, în poloneză Michał Rahoza; n. 1540, Miensk, Marele Ducat al Lituaniei – d. 1599, Navahrudak⁠(d), Nowogródek Voivodeship⁠(d), Marele Ducat al Lituaniei) a fost un mitropolit de Kiev. În data de 9 octombrie 1596 el și cinci episcopi sufragani (subordonați) reuniți în sinod au decis să se pună sub ascultarea scaunului apostolic de la Roma. Actul este cunoscut ca Unirea de la Brest.
În data de 31 martie 1593 l-a hirotonit episcop pe Ipatie Pociej, cel care avea să-i succeadă în scaunul mitropolitan de Kiev în anul 1599.